# La lepre e la tartaruga (gioco da tavolo)
La lepre e la tartaruga (Hare and Tortoise) è un gioco da tavolo in stile tedesco di David Parlett e pubblicato per la prima volta in Inghilterra nel 1973 dalla Intellect Games. Nel 1978 venne pubblicato dalla Ravensburger in Germania, dove ebbe un enorme successo. Da allora ha venduto 2 milioni di copie in almeno dieci lingue. In italia è stato pubblicato dalla Ravensburger nel 1984.

## Ambientazione
Il gioco è basato sulla favola di Esopo La lepre e la tartaruga nella quale la tartaruga e la lepre decidono di gareggiare. La tartaruga vince la gara grazie alla sua astuzia, mentre la lepre fallisce perché sicura del suo vantaggio si fece un sonnellino durante la gara. La morale della storia "lenta e costante vince la gara" viene incorporata nelle meccaniche di gioco.
Il titolo tedesco Hase und Igel ("La lepre e il porcospino") deriva dall'omonima favola tedesca resa popolare dai fratelli Grimm, nella quale è un porcospino a gareggiare contro la lepre e vince perché sua moglie è presente all'arrivo e la lepre la scambia per il suo avversario nella corsa.

## Regole

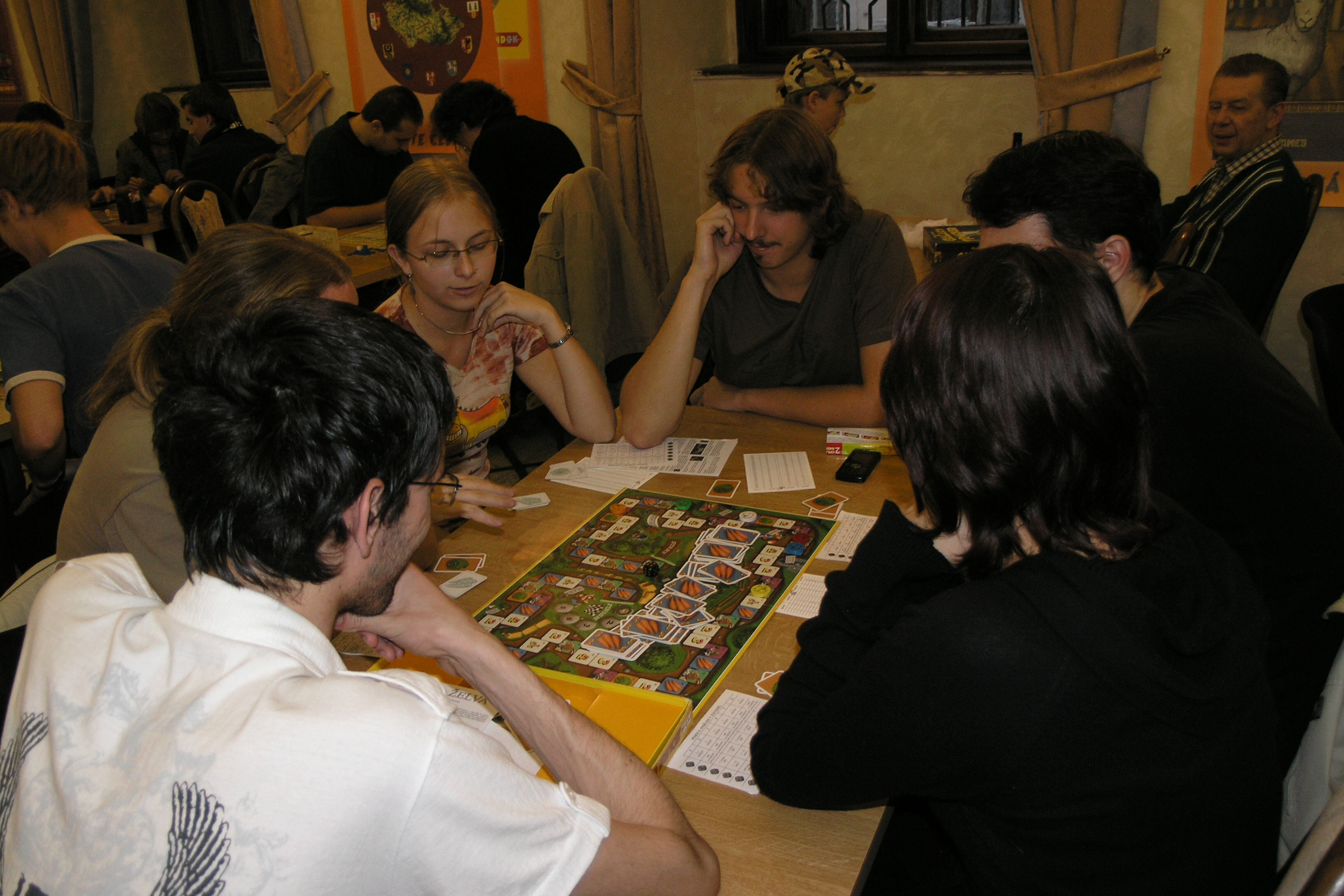
Una partita a La lepre e la tartaruga

Il gioco usa una meccanica, nuova per l'epoca: fino ad allora il movimento dei pezzi in un gioco di percorso era in genere determinato dal lancio dei dadi. In La lepre e la tartaruga i giocatori giocano carte raffiguranti carote (la moneta del gioco) per muoversi in avanti: più caselle si vuole muovere e più carote si devono pagare. Il costo aumenta in progressione aritmetica:
- 1 casella = 1 carota
- 2 caselle = prezzo di 1 caselle + 2 = 3 carote
- 3 caselle = prezzo di 2 caselle + 3 = 6 carote
- 4 caselle = prezzo di 3 caselle + 4 = 10 carote
- e così via

I giocatori ottengono carte-carota in diversi modi, principalmente muovendosi indietro su particolari caselle raffiguranti le tartarughe (10 carote per ogni casella).
Questa meccanica di gioco crea una gara interessante e dinamica fino alla fine, senza un leader definito. I giocatori iniziano il gioco con 65 carote, il percorso è composto da 65 caselle, non ci sono caselle generiche, ad ognuna è associato qualcosa, una casella "lepre" permette la pesca di una carta fortuna, una casella "carote" permette di ottenere carote extra per ogni turno saltato, ec..
Il fattore fortuna può essere completamente eliminato dal gioco, mediante un accordo tra i giocatori a non fermarsi sulle caselle "lepre".
Un solo precedente di gioco di percorso strategico è conosciuto: Bantu pubblicato dalla Parker Brothers nel 1955, che comunque non servì come modello per La lepre e la tartaruga.

## Premi e riconoscimenti
Nel 1979 ha vinto la prima edizione del prestigioso premio Spiel des Jahres. La versione olandese ha vinto il "Speelgoed van het jaar" (giocattolo dell'anno) sempre nel 1979.